# Istvan Korpa

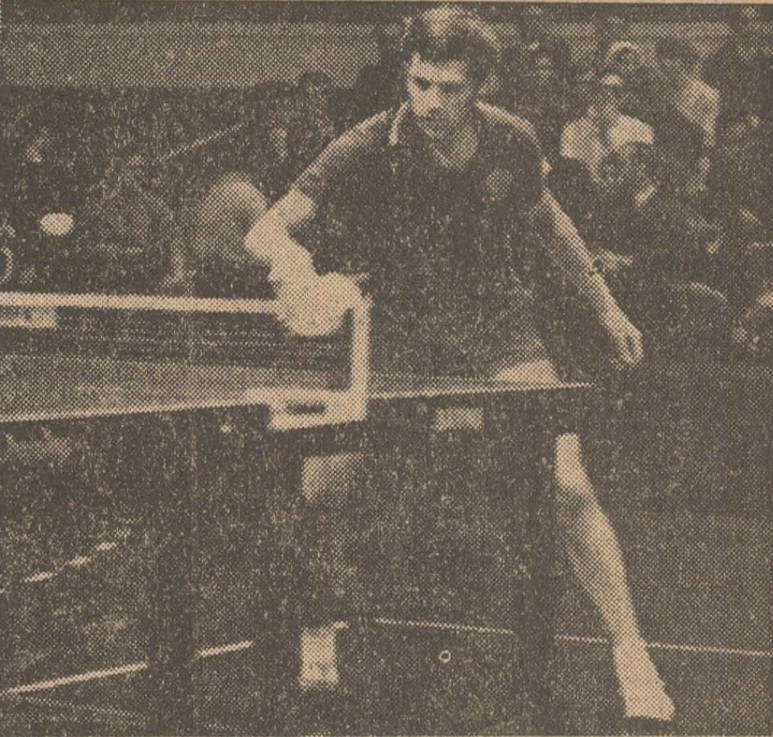
Istvan Korpa (1970)

Istvan Korpa (serbisch Иштван Корпа, * 24. Dezember 1945 in Senta, Serbien) ist ein ehemaliger jugoslawischer Tischtennisspieler. 1962 wurde er Europa-Mannschaftsmeister, von 1979 bis 2008 war er Bundestrainer des Deutschen Tischtennis-Bundes DTTB.

## Spieler
Korpa begann als Neunjähriger mit dem Tischtennis. In den 1960er Jahren gehörte er zu den weltbesten Tischtennisspielern. Bei den jugoslawischen Meisterschaften gewann er 16-mal einen Titel, davon 6-mal im Einzel. Im Juniorenbereich gewann er mehrfach die Europameisterschaft, nämlich in Bled 1962 im Doppel mit Edvard Vecko und mit der Mannschaft sowie in Duisburg 1963 im Einzel und mit dem Team. 
Bei den Herren nahm er zwischen 1962 und 1972 an allen sechs Europameisterschaften teil. Dabei wurde er 1962 im Doppel mit Edvard Vecko Zweiter und mit der jugoslawischen Mannschaft Europameister der Herren. In diesem Mannschaftswettbewerb wurde Jugoslawien noch 1964, 1970 und 1972 Zweiter. 1970 gelangte er im Einzel ins Endspiel und verlor dieses gegen Hans Alser.
Von 1963 bis 1973 war Korpa an sämtlichen sechs Weltmeisterschaften vertreten. Dabei gewann er 1969 und 1971 mit der jugoslawischen Mannschaft die Bronzemedaille. 1973 wechselte er zur FTG Frankfurt in die deutsche Bundesliga, 1977/78 spielte er für Eintracht Frankfurt.
Korpa wurde mehr als 250-mal in die jugoslawische Nationalmannschaft berufen. 1970 belegte er in der Weltrangliste des ITTF Rang 6.

## Trainer
1973 übersiedelte Korpa mit Familie nach Deutschland, wo er bei einer Tischtennisfirma als Berater angestellt wurde. Seit 1975 arbeitete er für den DTTB als Trainer. Zunächst war er Assistenztrainer für die Nationalmannschaft der Damen und Herren. 1979 wurde er Bundestrainer für die Herren (assistiert von Jochen Leiß und Klaus Schmittinger), mit denen er bei der Europameisterschaft 1980 Zweiter wurde. Ab 1983 war er Bundestrainer für die Damen, ab 1991 für die Jungen. Hier gewann er 1995 mit den deutschen Schülern die Europameisterschaft für Teams. Diesen Erfolg wiederholte er 1996, 1997 und 1998 mit der deutschen Jungenmannschaft, 2000 erreichten sie Platz 3.
Von Oktober 2000 bis 2004 trainierte er wieder die deutsche Herrennationalmannschaft. Mit dieser gewann er 2001 die Europaliga und belegte jeweils Platz 2 bei den Europameisterschaften 2002 und 2003 und bei der Mannschaftsweltmeisterschaft 2004.
Nach den Olympischen Spielen in Athen 2004 wechselte er von den Herren zu der männlichen Jugendnationalmannschaft, die er bis Ende 2008 betreute. Unter seiner Regie holten die Deutschen bei der Europameisterschaft 2005 drei Medaillen im Einzel. Auch der Titel im Einzel von Patrick Baum bei den Jugend-Weltmeisterschaften 2005 fällt unter seine Regie.
Für seine Verdienste zeichnete der Verband Deutscher Tischtennistrainer VDTT Korpa als Trainer des Jahres 1998 sowie Trainer des Jahres 2009 aus.

## Privat
Korpa hat Abitur. Er ist verheiratet mit der ehemaligen jugoslawischen Nationalspielerin Cirila Pirc (* 23. März 1943), die Mitte der 1970er Jahre mit der FTG Frankfurt in der Oberliga spielte. Er hat zwei Kinder, einen Sohn und eine Tochter. Derzeit lebt Korpa im hessischen Meerholz.
Korpas Cousine Erzebet Korpa nahm für Jugoslawien an zwei Weltmeisterschaften teil.

## Turnierergebnisse
| Verband | Veranstaltung                         | Jahr | Ort       | Land | Einzel        | Doppel        | Mixed        | Team |
| ------- | ------------------------------------- | ---- | --------- | ---- | ------------- | ------------- | ------------ | ---- |
| YUG     | Balkan Meisterschaft                  | 1969 | Athen     | GRE  | Gold          | Gold          |              | 1    |
| YUG     | Balkan Meisterschaft                  | 1966 | Brasov    | ROU  | Silber        | Gold          |              | 1    |
| YUG     | Balkan Meisterschaft                  | 1964 | Athen     | GRE  |               | Silber        |              |      |
| YUG     | Balkan Meisterschaft                  | 1963 | Athen     | GRE  |               | Gold          |              | 1    |
| YUG     | Europameisterschaft                   | 1972 | Rotterdam | NED  | Halbfinale    |               |              | 2    |
| YUG     | Europameisterschaft                   | 1970 | Moskau    | URS  | Silber        |               |              | 2    |
| YUG     | Europameisterschaft                   | 1968 | Lyon      | FRA  | letzte 16     |               |              |      |
| YUG     | Europameisterschaft                   | 1966 | London    | ENG  |               | Halbfinale    |              |      |
| YUG     | Europameisterschaft                   | 1964 | Malmö     | SWE  | Viertelfinale |               |              | 2    |
| YUG     | Europameisterschaft                   | 1962 | Berlin    | FRG  |               | Silber        |              | 1    |
| YUG     | Jugend-Europameisterschaft (Junioren) | 1963 | Duisburg  | FRG  | Gold          |               |              | 1    |
| YUG     | Jugend-Europameisterschaft (Junioren) | 1962 | Bled      | YUG  | Halbfinale    | Gold          |              | 1    |
| YUG     | EURO-TOP12                            | 1973 | Böblingen | FRG  | 12            |               |              |      |
| YUG     | EURO-TOP12                            | 1972 | Zagreb    | YUG  | 7             |               |              |      |
| YUG     | EURO-TOP12                            | 1971 | Zadar     | YUG  | 10            |               |              |      |
| YUG     | Mediterranean Championships           | 1969 | Athen     | GRE  | Silber        | Gold          |              | 1    |
| YUG     | Weltmeisterschaft                     | 1973 | Sarajevo  | YUG  | letzte 16     | Viertelfinale | letzte 64    | 6    |
| YUG     | Weltmeisterschaft                     | 1971 | Nagoya    | JPN  | letzte 128    | letzte 16     | keine Teiln. | 3    |
| YUG     | Weltmeisterschaft                     | 1969 | München   | FRG  | letzte 16     | Viertelfinale | keine Teiln. | 3    |
| YUG     | Weltmeisterschaft                     | 1967 | Stockholm | SWE  | Viertelfinale | Viertelfinale | keine Teiln. | 7    |
| YUG     | Weltmeisterschaft                     | 1965 | Ljubljana | YUG  | letzte 64     | Viertelfinale | letzte 32    | 4    |
| YUG     | Weltmeisterschaft                     | 1963 | Prag      | TCH  | letzte 64     | letzte 32     | keine Teiln. | 5    |